# Infestation
Infestation es el séptimo y último álbum de estudio de la banda estadounidense de Glam Metal Ratt. Este álbum ha sido uno de sus últimos y recientes trabajos de la banda después de casi 11 años de ausencia musical, ya que su anterior álbum el auto-titulado Ratt en 1999 tuvo muchas críticas para los fanes. En este último trabajo marca el debut como guitarrista en la banda Carlos Cavazo, (ex-Quiet Riot). Fue lanzado por Roadrunner Records, un subsello de su casa desde hace mucho tiempo después del Atlantic Records.
Este nuevo álbum recoge pistas de sus sonidos clásicos ochenteros y sus estridentes solos de guitarra como en sus clásicos Out of the Cellar, el Dancing Undercover, Invasion of your Privacy, el Reach for the Sky y el Detonator.
En un 17 de febrero de 2010, una entrevista con el Servicio de Noticias de Artesanos, al cantante Stephen Pearcy dijo que sobre el álbum: 

"Queríamos que este reciente material tenga mucha similitud con el Out of the Cellar de 1984.

"Sin duda, nos volvimos a lo básico con la mentalidad de una banda con mucho entusiasmo y grandes canciones para salir."

En un 18 de marzo de 2010 una entrevista con la revista Metalholic, el guitarrista Warren DeMartini dijo que comento sobre el nuevo álbum: 

"Realmente superó nuestras expectativas. Conceptualmente tipo de quería volver a la época de Out of the Cellar y el Invasion of your Privacy".

Eramos una especie vagamente se trata de disparar a algo que podría encajar entre los dos registros. buscábamos ideas más contemporanea y a alguien que pueda copiar el estilo de Robbin Crosby y comencé a hacerlo en 1983.

## Lista de canciones
| N.º | Título                                                                                  | Escritor(es)                                    | Duración |  |
| 1.  | «Eat Me Up Alive»                                                                       | Stephen Pearcy, Warren DeMartini, Carlos Cavazo | 4:13     |  |
| 2.  | «Best of Me»                                                                            | Pearcy, Michael "Elvis" Baskette, Cavazo        | 4:19     |  |
| 3.  | «A Little Too Much»                                                                     | Pearcy, Baskette, DeMartini                     | 4:05     |  |
| 4.  | «Look Out Below»                                                                        | Pearcy, Baskette, Bobby Blotzer                 | 3:44     |  |
| 5.  | «Last Call»                                                                             | Pearcy, Baskette, DeMartini                     | 3:55     |  |
| 6.  | «Lost Weekend»                                                                          | Pearcy, Baskette, Robbie Crane                  | 3:46     |  |
| 7.  | «As Good As It Gets»                                                                    | Pearcy, Baskette, Cavazo                        | 4:38     |  |
| 8.  | «Garden of Eden»                                                                        | Pearcy, DeMartini                               | 3:03     |  |
| 9.  | «Take a Big Bite»                                                                       | Pearcy, Baskette, DeMartini                     | 2:46     |  |
| 10. | «Take Me Home»                                                                          | Pearcy, Baskette, DeMartini                     | 4:23     |  |
| 11. | «Don't Let Go»                                                                          | Pearcy, Baskette, DeMartini, John Corabi        | 3:22     |  |
| 12. | «Scatter (Bonus Track)»                                                                 |                                                 | 4:26     |  |
| 13. | «You Think You're Tough (Edición Japonesa Bonus Track)» (live from the Rockline Studio) | Pearcy, Robbin Crosby                           | 3:36     |  |
| 14. | «Tell the World (Edición Japonesa Bonus Track)» (live from the Rockline Studio)         | Pearcy, Crosby                                  | 3:14     |  |
| 15. | «Way Cool Jr. (Edición Japonesa Bonus Track)» (live from the Rockline Studio)           | Pearcy, DeMartini, Beau Hill                    | 4:16     |  |

## Integrantes
- Stephen Pearcy - Voz líder
- Warren DeMartini - Guitarra principal
- Robbie Crane - Bajo/voces
- Carlos Cavazo - Guitarra rítmica/principal/voces
- Bobby Blotzer - Percusión

### Otros integrantes
- John Corabi -Guitarra rítmica/voces (Tema 11 - Don't Let Go)

## Recepción
En los EE. UU., el álbum debutó en el # 30 y vendió más de 14 000 copias la primera semana de su lanzamiento. En Japón, el álbum llegó al # 5.

## Videoclips/Sencillos
- "Best Of Me"
- "Eat Me Up Alive"